# سامسونگ گلکسی آ۳
سامسونگ گلکسی ای۳ (به انگلیسی: Samsung Galaxy A3) یک تلفن هوشمند پایین رده اندرویدی از سری گلکسی ای، محصولی از سامسونگ است که در اکتبر ۲۰۱۴ معرفی شد.

## مشخصات
- دوربین عقب: ۸ مگاپیکسل
- دوربین جلو: ۵ مگاپیکسل
- چیپست: کوالکام اسنپ‌دراگون ۴۱۰ (با پردازنده چهار هسته‌ای ۱٫۲ گیگاهرتز Cortex-A53)
- پردازنده گرافیکی: آدرنو ۳۰۶
- حافظه رم: ۱ گیگابایت یا ۱٫۵ گیگابایت
- حافظه داخلی: ۱۶ گیگابایت
- باتری: باتری غیرقابل تعویض ۱۹۰۰ میلی‌آمپر
- اندازه نمایشگر: ۴٫۵ اینچ
- رزولوشن: ۵۴۰ در ۹۶۰ پیکسل (~۲۴۵ پیکسل در اینچ تراکم پیکسلی)
- سیستم‌عامل: اندروید ۴٫۴٫۴ (کیت‌کت) قابل ارتقا به اندروید ۶٫۰٫۱ (مارشمالو)
- وزن: ۱۱۰ گرم
- ابعاد: ۱۳۰٫۱ در ۶۵٫۵ در ۶٫۹ میلی‌متر
- نمایشگر سوپر آمولد
- گوریلا گلس ۴

### بدنه
این اسمارت فون ۱۱۰٫۳ گرمی در عین وزن سبک، ضخامت کمی هم دارد. ضخامت این اسمارت فون ۶٫۹ میلی‌متر می‌باشد.

### صفحه نمایش
صفحه نمایش سوپر امولد این دستگاه، ۴٫۵ اینچی می‌باشد و از رزولوشن ۵۴۰ در ۹۶۰ پیکسل بهره می‌برد که پایین می‌باشد. چگالی تصویر این صفحه نمایش هم ۲۴۵ پیکسل بر اینچ می‌باشد.

### حافظه
حافظه ۱۶ گیگابایتی این دستگاه، توسط میکرو اس دی، می‌تواند تا ۶۴ گیگابایت ارتقا پیدا کند.
این دستگاه ۱ گیگابایت رم دارد که بنظر نمی‌آید کافی باشد.

### سایر
این اسمارت فون که با اندروید ۴٫۴٫۴ کیت کت عرضه می‌شود، دارای چیپ کوالکام اسنپ دراگون ۴۱۰ می‌باشد و پردازنده ۴ هسته‌ای با سرعت ۱٫۲ گیگاهرتز و از نوع کورتکس-آ۵۳ را داراست. شتاب‌دهنده گرافیکی این دستگاه هم آدرنو ۳۰۶ می‌باشد.